# عدنان حسین
عدنان حسین (انگلیسی: Adnan Hussain؛ زادهٔ ۶ دسامبر ۱۹۸۵) بازیکن فوتبال اصالتا بلوچ اهل امارات متحده عربی است.
از باشگاه‌هایی که در آن بازی کرده‌است می‌توان به باشگاه فوتبال الوصل امارات، باشگاه فوتبال النصر امارات، باشگاه فوتبال الامارات امارات، باشگاه ورزشی بنی یاس و باشگاه فوتبال شباب الاهلی امارات اشاره کرد.
وی همچنین در تیم ملی فوتبال امارات متحده عربی بازی کرده‌است.